# St. Petersburg Open 2008
Il St. Petersburg Open 2008 è stato un torneo di tennis giocato sul cemento indoor.
È stata la 14ª edizione del St. Petersburg Open, che fa parte della categoria International Series 
nell'ambito dell'ATP Tour 2008. 
Il torneo si è giocato al Petersburg Sports and Concert Complex di San Pietroburgo in Russia, dal 20 al 26 ottobre 2008.

## Campioni

### Singolare
Andy Murray ha battuto in finale  Andrej Golubev con il punteggio di 6–1, 6–1

### Doppio
Travis Parrott /  Filip Polášek hanno battuto in finale  Rohan Bopanna /  Maks Mirny con il punteggio di 3–6, 7–6(4), 10–8